# الكلية التقنية النجف
الكلية التقنية الهندسية النجف هي إحدى تشكيلات جامعة الفرات الاوسط التقنية حيث تأسست عام 1998 م وبقسمين هندسيين هما قسم هندسة تقنيات الاتصالات وقسم هندسة تقنيات السيارات وتم إضافة قسم جديد في عام 2014 م هو قسم هندسة تقنيات الطائرات بهدف اعداد ملاكات متقدمة بمستوى بكلوريوس تقني تكون مؤهلة علميا وعمليا وقادرة على التعامل مع التقنيات الحديثة.

## أقسام الكلية[3]
- هندسة تقنيات الاتصالات يعتبر هذا القسم الوحيد الموجود في الكليات التقنية في عموم العراق حيث لا يوجد قسم مشابه، بدأ القبول بهذا القسم مع بداية تأسيس الكلية عام 1998/1999 حيث بلغ عدد الطلبة المقبولين في ذلك العام (35) طالب، يمنح القسم درجة هندسة في تخصيص تقنيات الاتصالات.يهدف هذا القسم إلى اكساب الطالب المهارات في مجال الالكترونيك والسيطرة حتى يتمكن من استخدام اجهزة الاتصالات بجميع انواعها وانجاز أعمال الصيانة والتشغيل.
- هندسة تقنيات السيارات يهدف القسم إلى تأهيل الخريج ليكون مهندسا تقنيا ملما بتقنيات السيارات من حيث الصيانة وتطوير منظوماتها والمشاركة في وضع الرؤى لتصنيعها.تأسس القسم في عام 1998/1999 حيث تم قبول أول دفعة في العام الدراسي 1999/2000 وتخرجت الدفعة الأولى من القسم في العام الدراسي 2001/2002 يمنح القسم درجة بكلوريوس هندسة في تخصيص تقنيات السيارات ومدة الدراسة في القسم هي (4) سنوات لخريجي الدراسة الاعدادية وثلاث سنوات لخريجي المعاهد.
- هندسة تقنيات الطائرات أسس قسم هندسة تقنيات الطائرات عام 2014/2015 , تم قبول الدفعة الأولى في نفس العام حيث تم قبول (40) طالب مدة الدراسة في هذا القسم 4 سنوات لخريجي الدراسة الاعدادية ويمنح القسم درجة هندسة في تخصيص تقنيات الطائرات.تتمثل رؤيا قسم هندسة تقنيات الطائرات بان يصبح القسم الرائد في التعليم التقني الهندسي في حقل التخصص وان يصبح معترف به دوليا.يعمل خريجوا القسم في عدد كبير من المجالات الصناعية والخدمية في البلد، منها على سبيل المثال: الخطوط الجوية العراقية , وزارة الدفاع , هيئة الطيران المدني، الخ..
- هندسة تقنيات الليزر والكهروبصريات
- هندسة تقنيات الكترونيك الطيران.